# إيكو ذا دالفين: ديفيندر أوف ذا فيوتشر
إيكو ذا دالفين: ديفيندر أوف ذا فيوتشر (بالإنجليزية: Ecco the Dolphin: Defender of the Future)‏ ، هي لعبة فيديو إلكترونية من نوع مغامرات ، نشرها شركة سيجا سنة 2000م ، وتعمل لنظامي دريم كاست وبلاي ستيشن 2 ، وهي الإصدار الأخير للعبة إيكو ذا دالفين الأسطورية.